# Yasutane Yoshishige

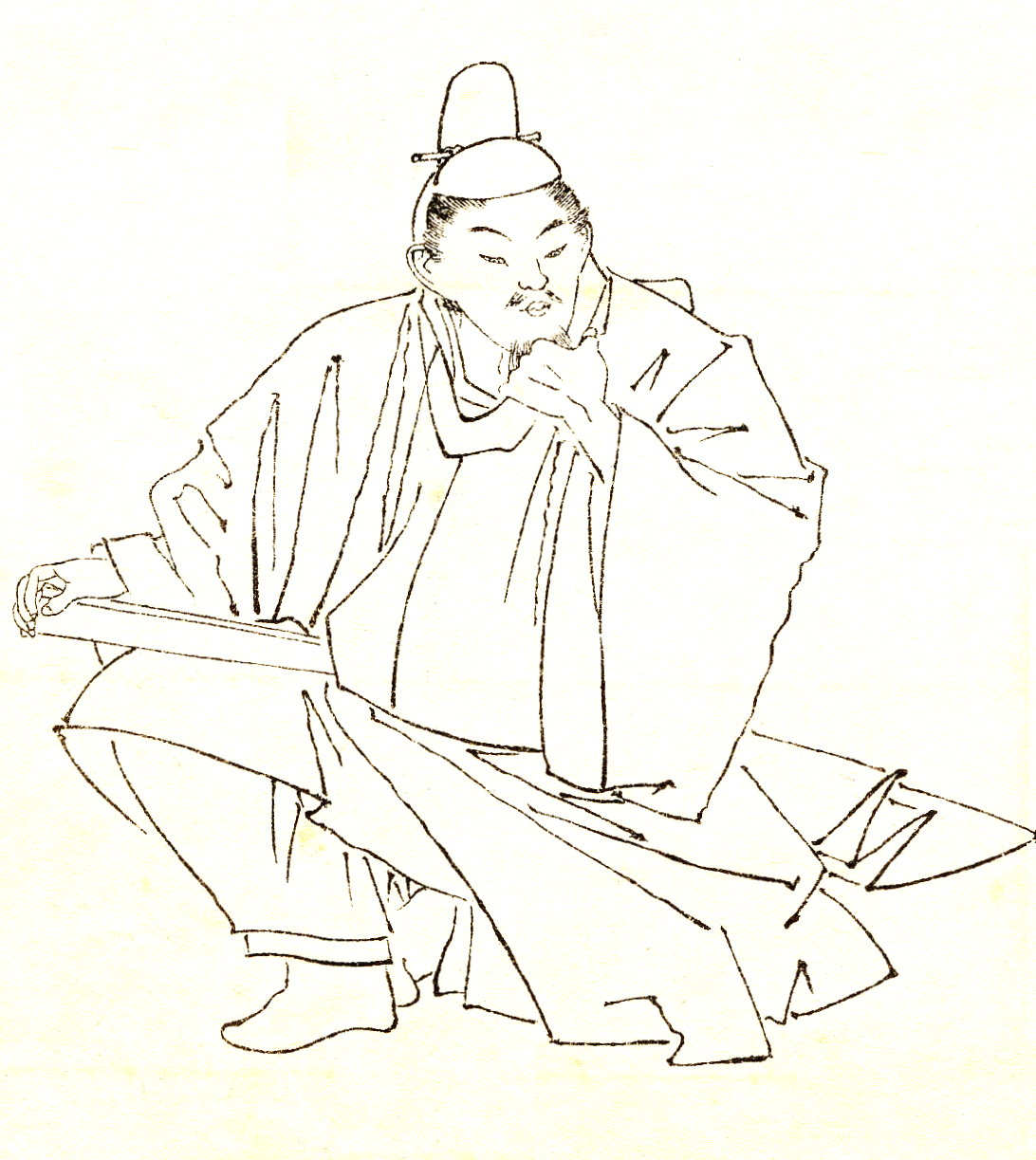
Yasutane Yoshishige

Yasutane Yoshishige (jap. 慶滋保胤 Yoshishige no Yasutane; 933 – 27 listopada 1002) – żyjący w okresie Heian japoński pisarz, literaturoznawca i konfucjański uczony. Dainaiki na dworze cesarza Kazan. W roku 986 został mnichem buddyjskim przybierając imię Jakushin (jap. 寂心). Napisał m.in. zbiór opowieści Nihon-ōjō-gokuraku-ki oraz zbiór zuihitsu Chiteiki.